# Cálice (satélite)
Cálice (en griego: Καλύκη), o Júpiter XXIII. Es un satélite irregular de Júpiter. Fue descubierto por un equipo de astrónomos de la Universidad de Hawái liderado por Scott S. Sheppard, en 2000, y, dado la designación provisional S/2000 J 2.
Cálice tiene unos 5,2 kilómetros de diámetro, y orbita a Júpiter a una distancia media de 23,181 millones de km en 721,021 días, con una inclinación de 166 ° a la eclíptica (165 ° al ecuador de Júpiter), con una dirección retrógrada y excentricidad de 0,2140. 
Fue nombrado en octubre de 2002 en honor a Cálice (Καλύκη), personaje de la mitología griega que concibió a Cicno de Poseidón. 
El cuerpo celeste Cálice pertenece al grupo de Carmé, formado por satélites retrógrados irregulares de Júpiter en órbitas a distancias de entre 23 y 24 millones de km y con una inclinación de alrededor de 165°.